# イ・ナウン
イ・ナウン（韓国語：이나은、1999年5月5日 - ）は、NAMOO ACTORS所属の大韓民国の歌手、女優。女性アイドルグループ「APRIL」の元メンバーである。

## 出演

### ドラマ
- ラブ・ラップバトル（2019年、SBS）- ソン・ハジン役[2]
- 偶然見つけたハル（2019年、MBC）- ヨ・ジュダ役[3]

### ウェブドラマ
- A-TEEN（2018年、PLAYLIST）- キム・ハナ役[4]
- A-TEEN2（2019年、PLAYLIST）- キム・ハナ役[5]

### バラエティ
- アイドル演技対決 私が俳優だ（2017年、K-STAR）[6]
- SBSテレビ芸能（2018年、SBS）[7]
- Get it beauty 2019（2019年、OnStyle）[8]
- 国民トークショー アンニョンハセヨ（2019年、KBS2）[9]
- 高校の給食王（2019年、tvN）[10]
- 美味しさの広場（2020年、SBS）[11]
- TMI NEWS（2020年、Mnet）[12]

### MC
- SBS人気歌謡（2019年10月20日 - 2021年2月28日、SBS）[13][14]
- Get it beauty 2020（2020年、OnStyle）[15]
- 2020 SBS歌謡大祭典（2020年、SBS）[16]

### 広告
- チョンチュン（2020年）[17]
- Peripera（2020年）[18]

## 広報大使
- 2020年「第22回富川国際アニメーションフェスティバル」[19]

## 雑誌
- 「＠STAR1」2019年6月号[20]
- 「＠star1」2019年12月号[21]
- 「NYLON」2020年1月号[22]
- 「DAZED KOREA」2020年12月号[23]
- 「Singles」2021年1月号[24]
- 「＠star1」2021年3月号[25]

## 賞とノミネート

### 受賞
- 2019年「2019年のブランド大賞 女性演技ドル部門」[26]
- 2019年「V LIVEアワード 人気女優賞」（『A-TEEN2』）
- 2020年「2020年のブランド大賞 女性演技ドル部門」

### ノミネート
- 2019年「MBC演技大賞 新人俳優賞」（『偶然見つけたハル』）[27]